# 2006年NBA总决赛
2006年NBA总决赛是2005-06 NBA賽季的最後一個系列賽。迈阿密热火队以4-2的成績擊敗达拉斯獨行俠，以及成為了NBA歷史上第三隊隊伍在系列賽落後0-2的情況下仍然勝出。這個NBA總冠軍亦是热火队歷史上第一個NBA總冠軍。
这次系列赛的特别之处在于历史上这两支球队均未曾出现在NBA总决赛中。这种情况上次发生还是35个赛季以前，当时密尔沃基雄鹿队在卡里姆·阿卜杜勒·贾巴尔的带领下以4-0大胜巴尔的摩子弹队（现在的华盛顿奇才队）。
热火队後衛德文·韦德贏得本年度的NBA总决赛最有价值球员。

## 形式
这次七场制系列赛于2006年6月8日开始，由东区冠军迈阿密热火（东部2号种子队）对阵西区冠军达拉斯獨行俠（西部4号种子队）。因为达拉斯獨行俠拥有更好的常规赛战绩使得他们拥有主场优势。

## 總決賽之路
| 迈阿密热火                                            | 迈阿密热火 | 达拉斯獨行俠 | 达拉斯獨行俠                                                              |
| ----------------------------------------------------- | ---------- | ------------ | ------------------------------------------------------------------------- |
| 52-30 (.634) 東南賽區第一名，東部第二名，全聯盟第五名 | 常規賽     | 常規賽       | 60-22 (.732) 西南賽區第二名，西部第二名（但種子排位為第四），全聯盟第三名 |
| 4-2擊敗芝加哥公牛                                     | 第一輪     | 第一輪       | 4-0擊敗                                                                   |
| 4-1擊敗                                               | 分區半決賽 | 分區半決賽   | 4-3擊敗聖安東尼奧馬刺                                                     |
| 4-2擊敗底特律活塞                                     | 分區決賽   | 分區決賽     | 4-2擊敗菲尼克斯太阳                                                       |

### 晉級
- 迈阿密热火以4-2总比分击败底特律活塞赢得2006年的东部分区决赛。
- 达拉斯獨行俠以4-2总比分击败菲尼克斯太阳赢得2006年的西部分区决赛

## 直播
ABC獲得本年NBA总决赛在美國地區的轉播權。

## 比賽結果

### 第一場
在第一节被对手31-23领先8分的情况下，达拉斯獨行俠贾森·特里得到季后赛最高的32分帮助球队战胜邁阿密熱火。
| 6月9日 上午9時 |

| 1 |

| 邁阿密熱火 80–90 达拉斯獨行俠                                     |  |                                                                                 |
| 每節分數： 31–23、13–23、24–24、12–20                             |  |                                                                                 |
| 得分： 德文·韦德 28 篮板： 烏杜尼斯·哈斯勒姆 8 助攻： 德文·韦德 6 |  | 得分： 贾森·特里 32 篮板： 约什·霍华德 12 助攻： 德克·诺维茨基，约什·霍华德 各4 |

### 第二場
獲得26分和16個籃板的出色表現，協助达拉斯獨行俠在系列賽中以2–0領先。
| 6月12日 上午9時 |

| 2 |

| 邁阿密熱火 85–99 达拉斯獨行俠                                    |  |                                                                    |
| 每節分數： 17–18、17–32、24–32、27–17                            |  |                                                                    |
| 得分： 德文·韦德 23 篮板： 德文·韦德 8 助攻： 佩頓, 威廉姆斯 各4 |  | 得分： 德克·诺维茨基 26 篮板： 德克·诺维茨基 16 助攻： 贾森·特里 9 |

### 第三場
| June 13 9:00pm ET |

| 3 |

| 达拉斯獨行俠 96–98 邁阿密熱火                                     |  |                                                                |
| 每節分數： 21–29、22–23、34–16、19–30                             |  |                                                                |
| 得分： 德克·诺维茨基 30 篮板： 埃里克·丹皮爾 9 助攻： 贾森·特里 5 |  | 得分： 德文·韦德 42 篮板： 德文·韦德 13 助攻： 沙奎尔·奥尼尔 5 |

### 第四場
| June 15 9:00pm ET |

| 4 |

| 達拉斯獨行俠 74–98 迈阿密热火                                       |  |                                                                    |
| 每節分數： 25–30、19–24、23–24、7–20                                |  |                                                                    |
| 得分： 贾森·特里 17 篮板： 德克·诺维茨基 9 助攻： 杰里·斯塔克豪斯 4 |  | 得分： 德文·韦德 36 篮板： 沙奎尔·奥尼尔 13 助攻： 贾森·威廉姆斯 6 |

### 第五場
| June 18 9:00pm ET |

| 5 |

| 达拉斯獨行俠 100–101 迈阿密热火（OT）                              |  |                                                                            |
| 每節分數： 21–24、30–19、20–27、22–23、： 7–8                      |  |                                                                            |
| 得分： 贾森·特里 35 篮板： 约什·霍华德 10 助攻： 馬奎斯·丹尼爾斯 4 |  | 得分： 德文·韦德 43 篮板： 沙奎尔·奥尼尔 12 助攻： 德文·韦德, 威廉姆斯 各4 |

### 第六場
| June 20 9:00pm ET |

| 6 |

| 邁阿密熱火 95–92 達拉斯獨行俠                                      |  |                                                                    |
| 每節分數： 23–30、26–18、22–20、24–24                              |  |                                                                    |
| 得分： 德文·韦德 36 篮板： 沙奎尔·奥尼尔 12 助攻： 贾森·威廉姆斯 7 |  | 得分： 德克·诺维茨基 29 篮板： 德克·诺维茨基 12 助攻： 贾森·特里 5 |
| 熱火4–2擊敗獨行俠 奪得2006年NBA總冠軍                              |  |                                                                    |

## 外部連結
- 2006年NBA总决赛官方網站